# Vidéoprojecteur interactif
Un Vidéoprojecteur Interactif (VPI) est un système constitué d'un vidéoprojecteur à focale ultra-courte  et d'un capteur infrarouge capable de détecter la position d'un stylet sur n’importe quelle surface de projection qui, par ce procédé, se transforme en surface interactive (mur, tableau blanc émaillé, table, sol lorsque le VPI est intégré verticalement dans un petit meuble, etc.).
Avec un tel outil, il n’est plus nécessaire de disposer d’un tableau dédié pour rendre la surface réactive.